# Lorrha
Lorrha (auch Lorragh, irisch Lothra) ist ein kleines Dorf in der Nähe des Flusses Shannon im Norden des County Tipperary, in der Republik Irland. Auf der gegenüberliegenden Flussseite im County Galway liegt etwa sechs Kilometer westlich von Lorrha die Kleinstadt Portumna. 
Bereits im 6. Jahrhundert gründete St. Ruadhán († 584), ein Gefolgsmann des Hl. Finnian von Clonard, des Master of the Saints of Ireland, in Lorrha ein Kloster. Der Wikinger Turgesius, der auch Monasterboice überfiel, plünderte es vermutlich im Jahre 842. Im 12. Jahrhundert brannte es gleich drei Mal nieder. Die Kirche und die Kirchenruinen des Ortes stehen auf der Liste der Nationalen Monumente von Irland. 
Außerdem sind bemerkenswert:
- eine Kirche der Dominikaner, die von Walter de Burgh, 1. Earl von Ulster im Jahre 1269 gegründet wurde.
- die noch in Nutzung befindliche Kirche der protestantischen Church of Ireland, mit Teilbereichen aus dem 13. und 15. Jahrhundert.
- St. Ruadhán’s Church ist ein Überbleibsel des Augustiner-Klosters Beatae Mariae Fontis Vivi aus dem 15. Jahrhundert. Die Kirche besitzt noch Reste des fünfteiligen Ostfensters. In der Nord- und Südmauer sind Lanzettfenster erhalten. Außerdem befinden sich auf dem Friedhof vor der Kirche noch die Schaftreste von zwei frühen Hochkreuzen aus der Ossory-Gruppe.

Außerhalb des Ortes befinden sich auch zwei circa 800 Jahre alte Tower Houses:
- drei Kilometer östlich das Lackeen Castle und
- fünf Kilometer nördlich das heute gut restaurierte Redwood Castle (auch Egan Castle), das einige Jahrhunderte eine Gesetzesschule des Egan-Clans (siehe Brehon Laws) beherbergte.

## Die Messbücher

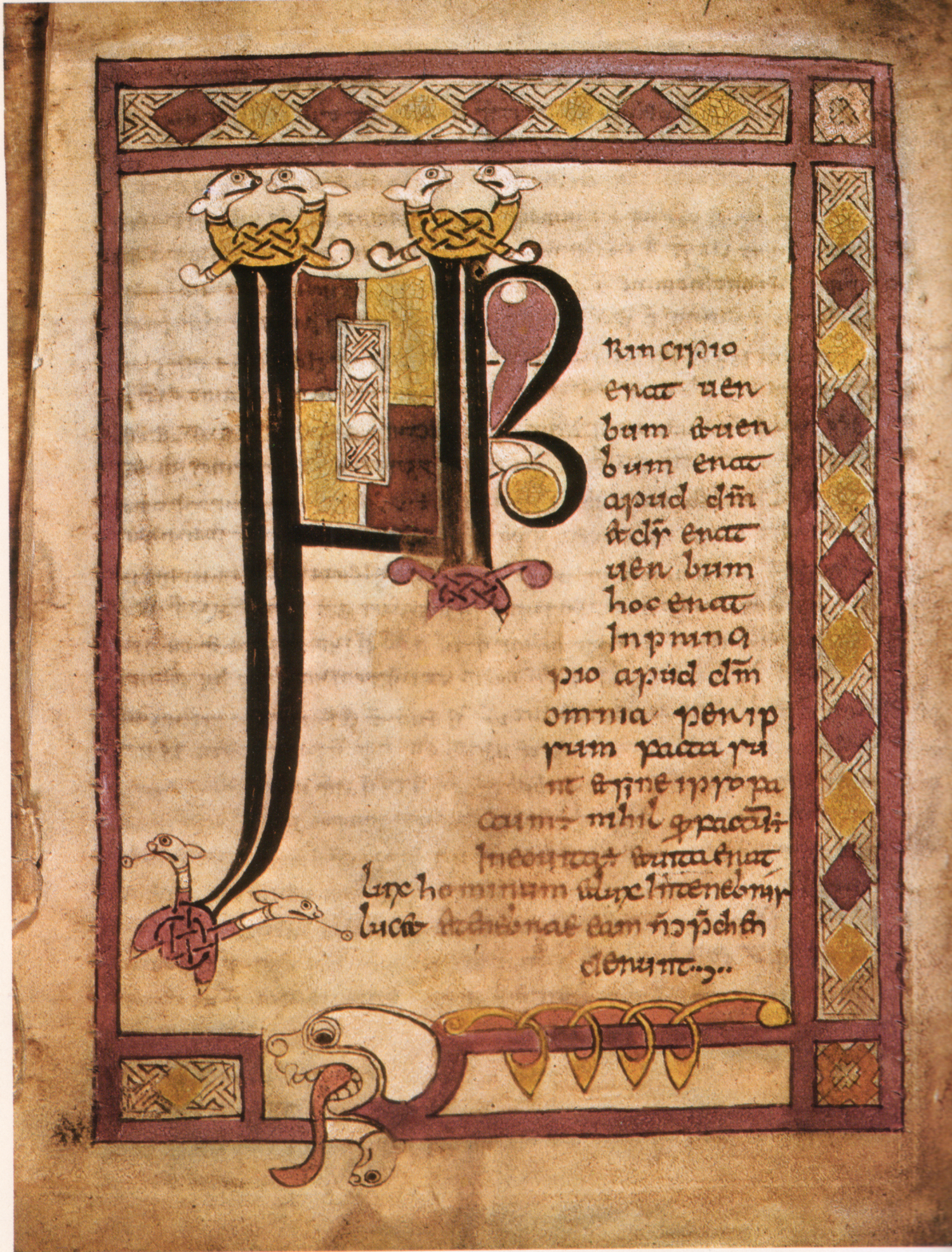
Seite des Stowe Missal

Das im Jahre 1735 im 3 km östlich von Lorrha gelegenen Lackeen Castle gefundene Lorrha oder Stowe Missal, eines der ältesten Messbücher Europas, soll im 9. Jahrhundert in Lorrha entstanden sein. Sein Cumdach wird im National Museum, das Buch in der Royal Irish Academy aufbewahrt. Das Missal ist das einzige erhaltene Beispiel der divinen Liturgie der keltischen Kirche. Im Jahre 2006 wurde in der Nähe von Lorrha der Faddan More Psalter gefunden.